# 제2회 제주국제장애인인권영화제
제2회 제주국제장애인인권영화제는 2001년 5월 19일에 열린 시상식이다.

## 수상 및 후보

### 상영작
- 나도 당당한 엄마이고 싶다
- 엄마가 쓴 편지
- 나의 왼발
- 음촌 마을에서 생긴 일
- 우리 함께 세상을 열자
- 나는 행복하다 - 류미례